# Haggis pakora
Haggis pakora – szkocka przekąska, która łączy składniki tradycyjnego szkockiego haggisu z przyprawami, ciastem i metodą przyrządzania indyjskich i pakistańskich pakora. Stała się popularną potrawą w indyjskich i pakistańskich restauracjach w Szkocji, a w postaci gotowej jest również dostępna w supermarketach.

## Początki
Haggis pakora została opisana jako „bardzo nieprawdopodobny sojusz indo-kaledoński, wykorzystujący najpotężniejszą broń kulinarną Szkotów: owcze podroby (serce, wątroba i płuca) i smażenie ich na głębokim tłuszczu”. Jest bardziej czule nazywany „inspirującym przykładem fuzji indyjsko-gaelickiej”. Haggis pakora jest tylko jedną z wielu fuzji haggis, które pojawiły się w XXI wieku. Inne to: haggis samosa, haggis spring rolls, haggis lasagne i haggis quesadillas. Często używane są wegetariańskie haggis zamiast tradycyjnych, zrobionych z owczego żołądka nadziewanego posiekanymi płucami, sercem i wątrobą owiec zmieszanych z płatkami owsianymi.
Danie wydaje się być wytworem społeczności Sikhów podczas Szkockiej Mela, która odbyła się w SEC w latach 1992–93, gdzie ówczesny szef kuchni Bill McMeekin został poproszony o pomysły na połączenie szkockich produktów i indyjskich wpływów kulinarnych. Podczas kilku praktycznych eksperymentów odkryto, że haggis można stosować w taki sam sposób, jak inne składniki pakory. Haggis pakora stały się popularnymi przekąskami w indyjskich restauracjach w Szkocji, gdzie odwołują się do narodowego upodobania do potraw smażonych w głębokim tłuszczu. W 2013 roku doniesiono, że firma produkująca wyroby mięsne w Greenock wypuściła przygotowane haggis pakora. Produkt zdobył nagrodę dla najlepszego innowacyjnego produktu na BPEX Foodservice Awards 2013. Szkocki słynny szef kuchni Tony Singh podał haggis pakora w topowej restauracji podczas Edinburgh Festival w 2015 roku.

## Przygotowanie
Haggis gotuje się w skórze w normalny sposób. Skóra jest wyrzucana, a zawartość (mięso, owsianka itp.) jest rozbijana widelcem. Mieszanka może być doprawiona imbirem, nasionami kminku, nasionami kolendry, kurkumą i garam masala. Z besanu, proszku chili, kminku, soli, jogurtu i soku z cytryny robi się gęste ciasto. Mięso jest formowane w kulki, panierowane w cieście, a następnie smażone na głębokim oleju.
Pakora jest smażona przez 3-4 minuty i jest gotowa, gdy ciasto jest chrupiące i złociste.
Haggis pakora można podawać z sosem do maczania zrobionym z posiekanych pomidorów, keczupu, pieprzu cayenne, papryki, sosu chili, soku z cytryny i wywaru wołowego. Można je również podawać z kremowym sosem jogurtowym.
Haggis pakora może być również wykonane z wegetariańskiego haggis i może być podawane z chutneyem z mango zamiast sosu do maczania. Inny wariant umieszcza wegetariańskie haggis w kapeluszach grzybowych, które są następnie panierowane i smażone jak poprzednio.